# Эос
Э́ос (др.-греч. Ἕως, эпич. Ἠώς, микен. a-wo-i-jo «утренняя заря»; из ПИЕ *h₂éwsōs) — в древнегреческой мифологии богиня зари.
Эос появлялась ранним утром, выходя из океана, и на колеснице, запряженной прекрасными лошадьми, возносилась на небо.
Богиня с розовыми перстами, как её называет Гомер, поднимается утром со своего ложа, выплывает на своих божественных конях Лампосе и Фаэтоне из глубины моря и озаряет светом вселенную. Уже у Гомера Аврора называется богиней дня и отождествляется (в особенности у трагиков) с Гемерой (днём).
Имя Эос происходит от праиндоевропейского корня *h2aus-os-.
В римской мифологии Эос соответствует Аврора, в славянской — Денница, в балтской — Аушра, в индоарийской — Ушас.
Её называют Паллантиадой.
В честь Эос назван астероид (221) Эос, открытый в 1882 году.

## Происхождение
Дочь Гипериона и титаниды Тейи, сестра Гелиоса и Селены.
По другим вариантам, она была дочерью Гелиоса; матерью её считалась иногда и Ночь.
В оригинале «Теогонии» Эос названа эпитетом «Эригенея», Ἠριγένεια — «самая рождающая» или «прежде всех рождающая», что иногда ошибочно принимают за другое божество.

## Возлюбленные и потомство

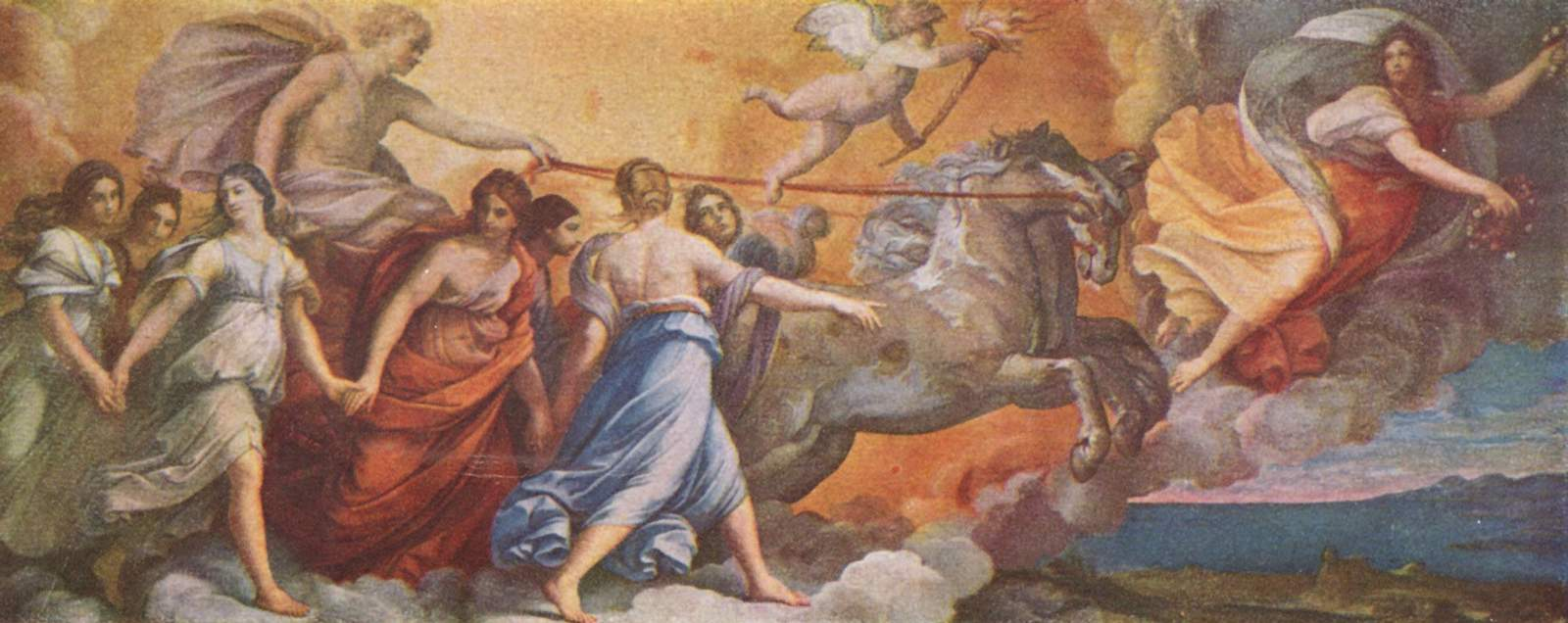
Колесница Эос

По многочисленным мифам, Эос имела пылкое сердце и легко увлекалась всяким красивым смертным юношей. Объясняли это тем, что Эос неоднократно делила ложе с Аресом, и Афродита, чьим любовником он был, в отместку внушила Эос вечную неразборчивую страсть к молодым смертным. Именно этим объясняется пунцовый цвет утренней зари, стеснявшейся проведённой ночи.
Из смертных, пользовавшихся её любовью, поэты называют Клита и Тифона; а также Кефала, супруга Прокриды. Если предмет любви Эос не отдавался ей добровольно, она его похищала. Так она похитила Клита, Кефала, возможно, Ганимеда. Орион был её возлюбленным, а Тифон стал супругом.
Увлечённая его поразительной красотой, Эос испросила у Зевса ему бессмертие, забыв при этом прибавить просьбу о сохранении ему вечной юности. Когда после долгой счастливой жизни Тифон — олицетворение дневного света — состарился и одряхлел, Эос заперла его в одиночную комнату, откуда порой раздавался его старческий голос. Согласно позднейшему сказанию, Эос из сострадания обратила его в сверчка.
От этого брака у Эос были сыновья Эмафион и Мемнон, будущий царь Эфиопии, которому пришлось сражаться под Троей с Ахиллом и пасть от его руки. Эос перенесла тело любимого сына в Эфиопию, где, по представлению древнегреческих поэтов, находились чертоги Гелиоса, и вечно оплакивала его, роняя обильные слезы — утреннюю росу. После смерти Мемнона Эос упросила Зевса превратить его сестёр в птиц Мемнонид.
По другой версии: муж Астрей, её дети: Анемы (ветры) и Астры (звёзды).

## В искусстве

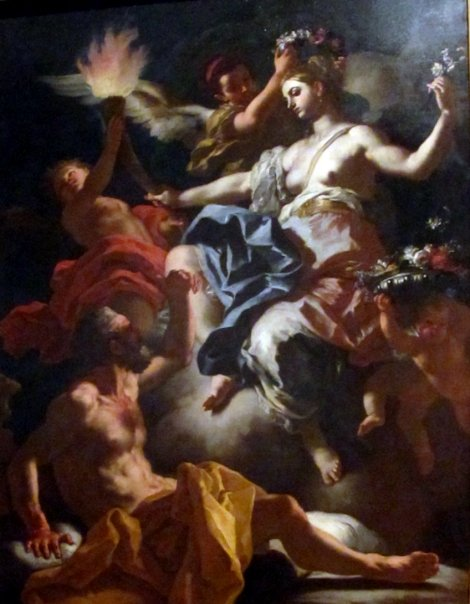
Тифон и Эос

Ей посвящён LXXVIII орфический гимн.
Действующее лицо трагедии Эсхила «Взвешивание душ».
Поэты, начиная с Гомера, описывали красоту Эос и её великолепие, называя её «розоперстой», «прекраснокудрой», «златотронной», «одетой в шафранный пеплос» и так далее. Её эпитет объясняют так: «Перед восходом солнца на небе появляются расходящиеся из центра розовые полосы, которые напоминают растопыренные пальцы руки».